# Corethrovalva goniosema
Corethrovalva goniosema là một loài bướm đêm thuộc họ Gracillariidae. Nó được tìm thấy ở Nam Phi.
Ấu trùng ăn Allophylus natalensis. Chúng ăn lá nơi chúng làm tổ.